# Allan Pettersson
Pour les articles homonymes, voir Pettersson.
Gustaf Allan Pettersson est un compositeur et altiste suédois, né le 19 septembre 1911 à Västra Ryd et mort le 20 juin 1980 à Stockholm.

## Biographie
Né d'un père forgeron alcoolique et violent qui eut quatre enfants, Allan Pettersson grandit dans la misère à Stockholm, où il vécut l'essentiel de sa vie. Il dit de lui-même : « Je ne suis pas tombé de mon berceau sur un piano, je n'ai pas passé d'enfance avec un père compositeur… non, j'ai appris à manier le fer brûlant avec le marteau d'un forgeron. Mon père était un forgeron qui avait dû dire non à Dieu, mais pas à l'alcool. Ma mère était une femme pieuse qui chantait et jouait avec ses quatre enfants. »
En 1930, il commença à étudier le violon et l'alto, ainsi que l'harmonie et le contrepoint au Conservatoire de Musique royal de Stockholm. Il devint un altiste distingué et commença à composer des chansons et des pièces pour petits orchestres de chambre. Au début de la Seconde Guerre mondiale, il étudiait l'alto à Paris. Durant les années 1940, il fut violoniste au sein de l'Orchestre de la Société des Concerts de Stockholm, et prenait des cours particuliers de composition avec Karl-Birger Blomdahl et Otto Olsson. Ses compositions pendant cette décennie se résument, entre 1943 et 1945, à 24 Chansons Pieds-nus (ou "va-nu-pieds", selon la proposition de traduction de Jean-Luc Caron) et un concerto pour violon et quatuor à cordes (1949).
En 1951, Pettersson composa la première de ses dix-sept symphonies, qu'il laissa inachevée. Les autres suivront rapidement. Également en 1951, il étudiera la composition à Paris, auprès de René Leibowitz et Arthur Honegger.
Il retourna en Suède en 1953. Cette même année, on lui diagnostiqua une polyarthrite et, à l'achèvement de sa cinquième symphonie en 1962, sa santé comme sa faculté à se mouvoir étaient sérieusement compromises. Son plus grand succès vint quelques années plus tard avec sa Septième Symphonie (1966-1967), qui est à ce jour la plus enregistrée de ses œuvres.
Le chef d'orchestre Antal Doráti assurera la création de nombre de ses symphonies et contribuera à asseoir sa notoriété durant les années 1970.
Allan Pettersson fut hospitalisé pour neuf mois en 1970, juste après la composition de sa Neuvième - et plus longue - Symphonie, et commença à composer la Dixième de son lit d'hôpital en 1972. On notera des similitudes de circonstances de composition avec la composition de la Quinzième Symphonie de Dmitri Chostakovitch, qui lui est tout à fait contemporaine.
La diffusion de l'enregistrement de sa Septième Symphonie (avec Antal Dorati conduisant le Philharmonique de Stockholm) fut un véritable évènement qui assura à Pettersson une renommée internationale.
Durant la dernière année de sa vie, il composa la cantate Vox Humana (1974, sur des textes de poètes latino-américains. Un concerto pour violon et orchestre (1977-78) et pour alto et orchestre (1979), une Douzième Symphonie pour chœur mixte et orchestre (1973) sur des poèmes de Pablo Neruda, et une Seizième symphonie (1979) qui produit une partie solo de saxophone alto particulièrement virtuose. Il commença aussi une Dix-Septième Symphonie, mais mourut avant de pouvoir la terminer.

## Style musical
L'écriture musicale de Pettersson est plutôt tonale mais très ardue, avec de nombreuses lignes polyphoniques. La plupart de ses symphonies sont écrites d'un seul tenant, en un seul mouvement, ce qui les rend pour le moins exigeantes, tant à jouer qu'à écouter. D'un caractère suprêmement sérieux, souvent dissonant, sa musique atteint des sommets de violence et de férocité, relevés, particulièrement dans ses dernières œuvres, par des chœurs. La plupart de ses compositions bénéficient à présent toutes au moins d'un enregistrement et sont également disponibles en partitions éditées.
Personnalité très tourmentée et à la santé très fragile, élevé dans la pauvreté, musicien reconnu à l'alto mais en butte aux vicissitudes de la vie professionnelle en orchestre jusqu'au milieu des années 1950, il a laissé des œuvres colériques et/ou désespérées, d'une rare violence (symphonies nos 10 et 11, écrites « dans le tunnel de la mort » après une hospitalisation sérieuse) ou d'une lancinante et fascinante noirceur (le groupe central des symphonies nos 6 à 9).
Cette citation d'une de ses lettres, reprise par l'un de ses biographes, montre à quel point la sollicitude et l'empathie pour ceux qui souffrent a pu constituer une motivation à écrire :  "L'homme d'aujourd'hui, c'est un petit enfant qui meurt de faim sur cette terre, en cette minute précise, et la musique d'aujourd'hui, c'est le geignement de cet enfant dans cette foire pour charognards. C'est ce qui en a fait l'homme adulte, l'homme difforme et graisseux."
Ce sont surtout les pays germaniques et anglophones qui cultivent ce répertoire, mais il commence à percer en France. Le compositeur anglo-français Steve Elcock fut inspiré par la musique de Petterson.

## Œuvres
Il est notamment l'auteur de 17 symphonies et de concertos pour violon, pour alto et pour orchestre à cordes.
- Symphonie nº 1 (1951) (inachevée)
- Symphonie nº 2 (1952/53)
- Symphonie nº 3 (1954/55)
- Symphonie nº 4 (1958/59)
- Symphonie nº 5 (1960/62)
- Symphonie nº 6 (1963/66)
- Symphonie nº 7 (1966/67)
- Symphonie nº 8 (1968/69)
- Symphonie nº 9 (1970)
- Symphonie nº 10 (1971/72)
- Symphonie nº 11 (1971/73)
- Symphonie nº 12 « De döda på torget » (Les morts dans la place) (1973/74) pour chœur mixte et orchestre
- Symphonie nº 13 (1976)
- Symphonie nº 14 (1976)
- Symphonie nº 15 (1978)
- Symphonie nº 16 (1979)
- Symphonic Movement (1972)
- Concerto n°1 pour Orchestre à cordes (1949/50)
- Concerto n°2 pour Orchestre à cordes (1956)
- Concerto n°3 pour Orchestre à cordes (1956/57)
- Concerto nº 1 pour Violon et Quatuor à cordes (1949)
- Concerto nº 2 pour Violon et Orchestre (1977/78)
- Concerto pour Alto et Orchestre (1979/80)
- Seven Sonatas pour deux Violons (1951)
- Lamento pour Piano (1945)